# Fünf Märtyrer von Lyon
Fünf Märtyrer von Lyon ist die Bezeichnung für fünf südfranzösische Theologiestudenten, die wegen des Versuchs der Verbreitung des evangelischen Glaubens am 16. Mai 1553 in Lyon verbrannt wurden. Ihre Namen sind:
- Martial Alba (auch Martialis Alba geschrieben) aus Montauban
- Pierre Escrivain (in deutscher Schreibweise Peter l’Ecrivain, latinisiert Petrus Sc(h)riba, Peter Scriba oder Petrus Escrivain) aus Boulogne in der Gascogne
- Bernard Seguin (Bernhard Seguin, latinisiert Bernhardus Seguinus oder Bernhard Seguinus) aus la Réole in Bazadois
- Charles Favre (Karl Favre oder Carl Favre, auch Charles Faure oder Karl Faber, latinisiert Carolus Fabritius, Carolus Faber oder Carolus le Fevre) aus Blanzac in Angoumois
- Pierre Navihères (Peter Navi(h)ères, latinisiert Petrus Naverius, Petrus Nahuieres, Petrus Naviherus oder Peter Naviherus) aus Limoges

## Leben

### Studium
Alle fünf hatten auf Kosten des Kantons Bern im calvinistischen Lausanne studiert, teilweise hatte ihre Ausbildung in Genf stattgefunden. Bernard Seguin logierte bei seinem Lehrer Théodore de Bèze, Pierre Navihères bei Pierre Viret.
Seguin teilte de Bèze vor Ostern 1552 seine Absicht mit, mit den vier anderen auf Einladung der dortigen evangelischen Christen nach Frankreich zu reisen. Dort wollten sie an ihren unterschiedlichen Geburtsorten das Wort Gottes nach evangelischem Verständnis verbreiten, zunächst bei ihren Eltern und Verwandten, danach bei weiteren Personen.

### Reise
Sie reisten nach ihrem Studienabschluss und Erhalt der Predigterlaubnis von Lausanne aus zunächst nach Genf, nachdem sie bei der Lausanner Kirche erfolgreich darum gebeten hatten, ihren Plan zu billigen und von dieser gute Führungs- und Lehrzeugnisse erhalten hatten. Hinzu kam ein Empfehlungsschreiben Virets. In Genf hielten sie sich einige Tage auf und hatten dort auch persönlichen Kontakt mit Johannes Calvin. Von ihm erhielten sie auf Virets Bitte hin ebenfalls ein Empfehlungsschreiben an andere reformierte Christen.
Auf ihrer gemeinsamen Heimreise näherten sie sich nach wenigen Tagen dem römisch-katholischen Lyon. Bei Bourg de Colonges nahe L’Écluse trafen sie einen ihnen fremden Lyoner Bürger, der sich ihnen als Begleiter anbot. Sie unterhielten sich mit ihm angeregt über die evangelische Lehre. Der Begleiter bat sie darum, ihn zu besuchen.
Die Fünf erreichten Lyon am 30. April 1552. Ihre Unterkunft war schlecht, da sich zu dieser Zeit viele Fremde in der Stadt befanden. Die späteren Ereignisse dürften auf unbedachte Äußerungen in dieser Herberge zurückzuführen sein. Die Fünf entschlossen sich am Folgetag, dem Angebot ihres vorherigen Wegbegleiters zu folgen. Sie verbrachten eine angenehme Zeit bei schönem Wetter mit ihm im Garten, dann fanden sie ein Mittagessen für sich vorbereitet. Sie sprachen ein evangelisches Tischgebet, setzten sich nieder und begannen erneut eine angenehme Unterhaltung über religiöse Themen.

### Festnahme
Plötzlich traten der königliche Kriminalrichter Poullet und sein Adjunkt in Begleitung von zwanzig Mann herein. Der Richter fragte nach ihrer Identität. Einer von ihnen antwortete damit, sie seien Studenten aus dem Heiligen Römischen Reich. Sie wurden noch einmal nach Vor- und Zunamen, Herkunft, Stand und Beschäftigung gefragt. Dann wurden sie durchsucht und gemeinsam mit ihrem Gastgeber in Zweiergruppen gefesselt, ohne dass sie bereits gegen das Predigtverbot verstoßen hätten, ohne dass ihnen der Kläger genannt worden wäre und ohne Vorlage eines Haftbefehls. Es sammelten sich Schaulustige am Ort der Festnahme und an dem Weg, auf dem sie abgeführt wurden.
Die Theologen ermahnten sich auf Lateinisch zum freien und standhaften Christusbekenntnis und wurden in den erzbischöflichen Kerker geworfen, wo sie Gott anriefen.

### Verhör
Schon nach einer Stunde wurden sie vor dem geistlichen Gericht des Offizials verhört. Die Verhöre wurden vom Inquisitor Orry geführt. Die Theologen berichteten später an Eltern und Freunde über diese Verhöre, die sich über mehrere Tage erstreckten und an denen promovierte römisch-katholische Theologen, Dominikaner, Franziskaner und Karmeliter beteiligt waren. Die Fünf verteidigten sich so geschickt und bibelfest, dass sie ihre Kontrahenten bei den Verhören oft zum Schweigen brachten. Sie baten vor Gericht um Schreibzeug und brachten im Gefängnis ihre biblisch begründeten Glaubensbekenntnisse zu Papier, die sie dann dem Gericht übergaben.

#### Pierre Escrivains Abendmahlslehre
Besonders Escrivains Rede schien den Richter zu beeindrucken. So wurde er gefragt, ob er an die Transsubstantiation glaube. Dies verneinte er, da Christus zur Rechten Gottes sitze und erst am jüngsten Tage von dort zurückkehren werde. Gleichzeitig sei die göttliche Natur Christi aber omnipräsent. Er nehme also im Abendmahl Leib und Blut Christi zu sich, aber im geistlichen und nicht im leiblichen Sinne: Christus sei zwar im Himmel, speise uns aber durch seinen Geist auf die Entfernung, so dass der Gläubige auf eine für den Verstand nicht erfassbare Weise eins mit ihm würde. (Siehe auch Konsubstantiation)

#### Pierre Escrivains Lehre von der Fürbitte für die Toten
Weiter wurde er gefragt, ob man Fürbitte für die Toten halten solle. Auch dies verneinte er: Wenn sie im Paradies seien, sei dies nicht notwendig, wenn sie verdammt seien, würde eine Fürbitte dem Willen Gottes widersprechen. (Implizit wandte er sich damit gegen die Vorstellung vom Fegefeuer.)

#### Pierre Escrivains Lehre von der Beichte
Die nächste Frage war, ob man vor einem Priester die Beichte ablegen solle. Escrivain antwortete darauf, man solle nur vor Gott beichten. Auch David habe so gedacht. Dabei zitierte Escrivain insbesondere Psalm 32: „Da sagte ich, ich will dem Herren meine Übertretung bekennen. Da vergabst Du mir die Missetat meiner Sünde.“ (Ps 32,5 ) Dies, so Escrivain, sei die richtige Beichte, aus der die Vergebung aus Gnade folge. Die Ohrenbeichte aber widerspreche dem Wort Gottes, wobei er Psalm 51 zitierte: „Dir allein, Herr, habe ich gesündiget, und Übel vor dir getan.“ (Ps 51,6 )
Escrivain wurde wieder in den Kerker gebracht, wo er Gott für den Mut zum freien Bekenntnis dankte und ihn um weitere Hilfe bat, wie er in Briefen bekundete.

#### Pierre Escrivains Lehre von der Bibelauslegung
Es kam noch zu weiteren Verhören. Ein Dominikaner argumentierte ihm gegenüber, das Wort „ist“ sei in der Bibel nie gleichbedeutend mit „es bedeutet“. Escrivain antwortete, dass es im ersten Buch Mose heiße, die Beschneidung sei der Bund mit Gott. Die Bibel erläutere aber an anderer Stelle, insbesondere bei Paulus, die Beschneidung sei nur ein Zeichen für den Bund mit Gott.

#### Pierre Escrivains Lehre von der Seligkeit Abrahams und anderer Väter
Weiter fragte man ihn, ob auch die Väter des Alten Testaments der Gnade teilhaftig würden. Darauf antwortete er, Paulus habe an die Korinther geschrieben, die Väter haben dieselbe geistliche Speise gegessen und denselben geistlichen Trank getrunken (1 Kor 10,3–4 ). Somit seien sie durch ihren Glauben auch derselben Gnade teilhaftig geworden. Als Beispiel nennt Escrivain Abraham, von dem Christus gesagt habe, Abraham habe Christi Tag gesehen und sich darüber gefreut (Joh 8,56 ). Abraham habe Christus also nicht mit fleischlichen, sondern mit geistlichen Augen im Glauben gesehen.

#### Weiteres zur Abendmahlslehre
Noch einmal warf ihm der Offizial persönlich vor, er glaube nicht an die Transsubstantiation. Darauf antwortete Escrivain, die Bibel selbst lehre, man solle Christi Leib im Himmel suchen. Er zitierte dabei aus dem dritten Kapitel des Kolosserbriefes: „Seid ihr mit Christo auferstanden, so sucht nicht was irdisch, sondern was droben im Himmel ist, da Christus ist gesetzt zur Rechten Gottes.“ (Kol 3,1 ) Den Gedanken der Transsubstantiation lehne Paulus in 1 Kor 11,23–28  ab, da er dort an vier oder fünf Stellen das Brot als Brot und nicht als Leib Christi bezeichne. Das Brot bleibe Brot, bekomme aber durch die Einsetzungsworte eine besondere Bedeutung zur Gewinnung des ewigen Lebens.

#### Pierre Escrivain und seine Richter: Höllenstrafe oder Erlösung?
Der Offizial antwortete darauf, Escrivain möge verbrannt werden und zur Hölle fahren. Escrivain meinte dazu, wenn er um des Wortes Gottes willen verbrannt werde, so wolle er dafür nicht zum Teufel gehen. Wenn er verbrannt werde, so würden stattdessen seine Richter vor dem jüngsten Gericht zur Höllenstrafe verdammt werden, während die unschuldig zum Tode Verurteilten, darunter er selbst, in die ewige Seligkeit eingehen würden. Der Offizial wurde wütend und ließ Escrivain wieder in den Kerker werfen.
Escrivain schrieb später, er habe sich gefreut und die Worte Christi „Ihr werdet vor Könige, Fürsten und Richter ihnen zum Zeugnis vorgestellt werden. Und alsdann will ich euch eine solche Wohlberedenheit und Weisheit geben, dass sie nicht werden widerstehen können.“ (Mt 10,18–20 ) seien ihm in den Sinn gekommen. Er habe sie nun zu seinem Trost auf sich beziehen können, ebenso wie viele weitere Verheißungen für die, die um Christi Namen willen leiden sollten, und sah sich in der Gemeinschaft aller Propheten, Apostel und Märtyrer, die Ähnliches durchmachen mussten, wie er schrieb. Er sei sich seines ewigen Lohnes gewiss.
Bei einem weiteren Verhör protestierte Escrivain gegen die Gefangennahme, da sie doch nicht gegen das Predigtverbot verstoßen hätten und keine ausreichenden Ermittlungen stattgefunden hätten. Muslimen und Juden werde Religionsfreiheit gewährt, warum, so argumentierte er, nicht auch ihnen, die nur dem Wort Gottes gefolgt seien? Escrivain drohte noch einmal mit dem jüngsten Gericht, falls nun ein ungerechtes Urteil gefällt werde. Der Offizial erblich und lief im Raum herum. Escrivain schrieb später, die Richter seien mehr gefangen und geplagt als er und seine Kameraden. Er fühle sich nur leiblich gefangen, nicht aber im Geiste, wie er schrieb, während seine Richter Leibeigene des Teufels seien und ein schlechtes Gewissen hätten.

#### Pierre Escrivains Lehre vom Papst
Der Franziskaner de Combis meinte zu Escrivain: „Du sagst, St. Peter sei nicht gewesen das Haupt der Kirchen. Siehe, ich will es dir beweisen. Der Herr Christus hat ja zu St. Peter gesagt: »Du bist Simon, Jonas Sohn; du sollst hinfort Cephas heißen.« Nun heißt das Wort Cephas im Latein soviel als Caput und in französischer Sprach Chef, das ist ein Haupt.“ Escrivain antwortete darauf: „Herr, wo habt ihr diese Auslegung hergenommen? St. Johannes der Evangelist Kap. 1, 42 (Joh 1,42 ) leget´s viel anders aus. Denn er spricht also: »Du sollst Cephas heißen, das wird verdolmetschet: Ein Fels.« Derwegen so heißt Cephas einen Fels und nicht ein Haupt.“ Der Richter Vilards, der direkt neben den Mönchen saß, nahm ein Neues Testament zur Hand und konnte Escrivains Aussage bestätigen. Der Mönch senkte den Kopf, errötete und schwieg.
Auf die Frage, ob er leugne, dass der Papst der Stellvertreter Christi auf Erden sei, antwortete Escrivain: „Glaubt ihr denn, dass der, welcher Himmel und Erde erfüllet, durch seinen Geist unmittelbar seine Kirche regieret und bei uns ist alle Tage bis an der Welt Ende, eines Statthalters bedürfe?“ (Siehe Mt 28,18-20 .) Nach dem Verhör Escrivains verfiel der Richter in Schweigen und entfernte sich dann mit den Worten: „Ja, was das Wort Gottes ist, das muss man freilich behaupten.“

#### Bernard Seguin
Bernard Seguin wurde nach dem freien Willen des Menschen gefragt. Er antwortete, nach dem Fall Adams könne der Mensch aus eigener Kraft nicht mehr selig werden.
Ferner wurde er zu römisch-katholischen Taufzeremonien befragt. Er meinte dazu, man solle sich auf die biblischen Grundlagen beschränken. Wer dem Wasser etwas hinzufüge, wie das Kreuz, Feuer, Speichel, den Taufexorzismus, Salz oder ähnliches, würde dokumentieren, dass er Johannes den Täufer und Christus selbst mit ihren einfachen Taufzeremonien für unfähig halte.

#### Pierre Navihères
Pierre Navihères wurde ebenfalls zu seinem Abendmahlsverständnis befragt. So wurde er mit den Einsetzungsworten konfrontiert, die die Transsubstantiationslehre bestätigen würden. Er argumentierte mit den frühchristlichen Autoren: Tertullian habe in seinem vierten Buch wider Marcionem die Einsetzungsworte mit „Das ist ein Zeichen und Figur meines Leibes“ gedeutet, während Augustinus von Hippo schrieb: „Der Herr hat kein Bedenken gehabt, zu sagen, das ist mein Leib, ob er wohl nichts denn die Figur seines Leibes aufteilte.“ und Irenäus von Lyon in seinem vierten Buch, Kapitel 5 äußerte: „[…] wie die Eucharistie, die aus zwei Elementen, einem irdischen und einem himmlischen besteht […]“
Mit der irdischen Speise seien Brot und Wein gemeint, die ihre Natur behielten, aber zu einem höheren Gebrauch bestimmt seien, mit der himmlischen Speise Leib und Blut Christi. Das Geheimnis dahinter sei aber nicht im Irdischen, sondern im Himmlischen zu suchen. Auch das Konzil von Nicäa habe so argumentiert: Man solle nicht mit seinen leiblichen Augen an Brot und Wein haften bleiben, sondern den Blick zu Christus an der Seite Gottes erheben.
Weiter wurde Navihères nach der Strafe für Ketzer befragt. Dabei verwies er auf den altkirchlichen Brauch, Ketzer nicht umzubringen, sondern zu versuchen, sie mit biblischen Argumenten auf den rechten Weg zurückzuführen. Falls sie sich nicht eines Besseren besonnen hätten, habe man sie nur verbannt. Seine eigene Lehre sei keine Ketzerei.
Er wurde auch gefragt, ob er Lutheraner sei. Er antwortete, seine Lehre gründe sich nicht auf die Martin Luthers, sondern auf die Bibel. Nicht Luther, sondern Christus sei vom Himmel gekommen. Dass er selbst für seinen rechten Glauben verfolgt würde, sei aber in der Bibel vorhergesagt.

### Todesurteil
Nach einem kurzen Prozess vor dem Ketzergericht wurden die Theologen zum Tode verurteilt.

### Gefangenschaft

#### Briefe der Gefangenen
Evangelische Einwohner Lyons, meist Schweizer Abkunft, hatten den Fünfen geraten, in Berufung zu gehen, was sie nun auch taten. Die Theologen sandten also ein Gnadengesuch an das Pariser Parlament, welches als höchstes Berufungsgericht Frankreichs diente. Es kam tatsächlich zu einem Berufungsverfahren, wodurch Zeit gewonnen wurde. Die jungen Theologen wurden in dieser gesamten Zeit unter harten Haftbedingungen gefangengehalten.
Aus der Gefangenschaft schrieben sie Briefe an ihre Angehörigen, um diese ebenfalls zum evangelischen Glauben zu führen. Ein beachtlicher Teil ihres Briefwechsels, den sie unter anderem auch mit Calvin führten, ist erhalten, einige dieser Briefe sind in dem im Kapitel „Weblinks“ angegebenen Buch von Paul Henry nachzulesen. So schrieben sie unter anderem an ihre Angehörigen: „Liebet einander, haltet fleißig eure Versammlungen … achtet Gottes Ehre höher als euer Leben. Wir sind fröhlich und getrost im Schatten des Todes …“
Pierre Navihères Vater verstieß seinen Sohn wegen seiner angeblichen Ketzerei, wie er ihm schriftlich mitteilte. Navihères antwortete, Gott sei aller Dinge Vater. Weiter zitierte er Jes 49,15 : „Kann auch wohl eine Mutter ihres Kindes vergessen? Ja, wenn eine Mutter ihres Kindes schon vergesse, so will ich doch deiner nicht vergessen, noch dich verlassen.“ Dass er verdammt sei, wie sein Vater ihm schrieb, wies er mit deutlichen Worten von sich, er sei durch seinen Glauben erlöst. Wer immer seinen Vater angestiftet habe, solle sich des jüngsten Gerichts bewusst sein.
An seinen Onkel mütterlicherseits schrieb Navihère, wer ihn und seine biblisch begründete Lehre verdamme, der verdamme die Bibel und die Lehre der Apostel und Kirchenlehrer selbst. Sein alter Onkel möge seinen evangelischen Glauben offen bekennen, um nicht seine ewige Seligkeit zu gefährden, was sonst wolle er mit dem Rest seines Lebens noch erreichen? Navihère meinte, Gott würde das Blut derer, die im Umfeld seines Onkels nicht bekehrt würden, von seinen Händen fordern. Er möge das Kreuz Christi höher als irdischen Reichtum achten. Das Leiden mit Christus sei notwendig, um seine Seligkeit zu teilen. Der Glanz der Welt führe nur zur Verdammnis.
Dies schrieb er auch in einem anderen Brief an Verwandte, worin er den Glanz der römisch-katholischen Kirche als antichristlich und zur Verdammung führend bezeichnete.

#### Hilfe durch de Bèze, Viret, Calvin und den Berner Magistrat
De Bèze und Viret baten den Berner Magistrat um Hilfe, zunächst schriftlich, dann mit einem persönlichen Besuch. Am 21. Mai 1552 erging ein Schreiben an König Heinrich II., der die Freilassung der Gefangenen versprach. Als die Freilassung nicht erfolgte, folgte ein weiteres Schreiben, diesmal an den königlichen Statthalter von Lyon, und als auch dieses erfolglos blieb, ein Schreiben an den Offizial zu Lyon. Es kam zu einer Erleichterung der Haftbedingungen.
Calvin schrieb den Inhaftierten am 10. Juni 1552: „Wie es auch gehe, wir hoffen, dass Gott eurer Gefangenschaft einen glücklichen Ausgang gibt.“

#### Gesandtschaft zum König
Die vier reformierten Schweizer Kantone Basel, Bern, Schaffhausen und Zürich schickten eine Gesandtschaft, die aus dem Bürgermeister von Zürich, Hans Hab, und einem Vertreter aus Basel bestand, zu König Heinrich II. Der König gewährte ihnen eine Audienz in Tours. Dabei baten die Gesandten den König, der sich gerade auf einen Jagdausflug vorbereitete, um Mäßigung bei den Strafen, und dass evangelischen Franzosen die Lektüre der Bibel und die private Ausübung ihres Glaubens gestattet würde, nicht aber um die Erlaubnis gesetzeswidrigen Verhaltens. Der König antwortete:
„Ich habe dergleichen Anmutungen mehr von euch gehabt; aber ich bitte, ihr wollet mich in meinem Reiche nicht betrüben noch irren; denn ich hindere euch nicht in eurem Regiment. Und in Summa: Alle in meinem Reiche dieser Religion sind Aufrührer und böse Leute, deren ich nicht will.“
Die Gesandtschaft berichtete über dieses Treffen in einem Schreiben vom 29. Juli 1552. Die Bemühungen führten trotz der schroffen Antwort des Königs zu einem Aufschub der Vollstreckung des Urteils um ein Jahr.

#### Gesandtschaft zum Kardinal
Eine weitere Gesandtschaft, diesmal aus hochrangigen Berner Persönlichkeiten, wandte sich an den Kardinal François II. de Tournon, den Erzbischof von Lyon, als dieser von Rom aus den Kanton durchreiste. Der Kardinal antwortete freundlich, für die Sache sei nun das Parlament zuständig, dass er sich aber für die Gefangenen einsetzen wolle.
Auch römisch-katholische Christen, die von Lebensführung und Charakter der Gefangenen beeindruckt waren, setzten sich für sie ein. Zu den Gefangenen gehörten auch der Genfer Pastetenbäcker Pierre Bergier und der Student Louis Corbeil.

#### Weitere Befreiungsversuche
Am 1. Dezember 1552 folgte eine zweite Bittschrift an den König.
Ebenfalls im Dezember 1552 unterrichteten die Gefangenen ihre Freunde in Zürich über das Angebot, dass der Kardinal in Bern gemacht hatte, mit der Bitte, den französischen Gesandten in Baden, Bassefontaine, um Hilfe zu bitten, da dieser rechtschaffen und einflussreich beim König sei.
Am 17. Januar 1553 wurde der Kardinal eindringlich mit einem Schreiben an sein Versprechen erinnert. Viret ließ auf eigene Kosten einen Boten mit einem Schreiben zum Pariser Parlament reisen.
Am 29. Januar 1553 erfolgte eine Antwort des Kardinals, die wiederum, wie es schien, positiv ausfiel. Nun wurde der Rat von Lyon angeschrieben.
Am 18. Februar 1553 wurde das Todesurteil aber durch das Parlament bestätigt, die Nachricht erreichte die Gefangenen am 1. März.
Am 2. März 1553 erfolgte ein weiteres Schreiben an den Kardinal.
Am 7. März 1553 hatte Calvin offenbar die Hoffnung auf eine Revision des Urteils aufgegeben und schrieb den Gefangenen: „Ich bin ganz sicher, dass nichts die Kraft ins Wanken bringt, die er [Gott] in Euch gelegt hat.“
Etliche Bürger regten weitere Gnadengesuche des Berner Rats, der für Lausanne zuständig war, an den König an. Die entsprechenden Schreiben datieren auf den 15. und 18. März 1553. In dem ersten Schreiben beschwerten sich die Berner über das wortbrüchige Verhalten Tournons. Das zweite Schreiben wurde per Eilboten überbracht und erinnerte den König an sein Versprechen. Er wurde daran erinnert, dass es sich bei den Theologen um Berner Stipendiaten handele, dass sie sich an das Predigtverbot gehalten hätten und dass der König von Berner Unterstützung profitiert habe und nun einen Gefallen schuldig sei. All dies zeigt, wie sehr der Rat sich um die Rettung der Fünf bemühte.
Wegen der französischen Staatsbürgerschaft der Theologen und der Gegnerschaft des Kardinals blieben auch diese Versuche erfolglos. Ferner war der König wohl bemüht, in einer Zeit von Konflikten mit dem römisch-deutschen Kaiser und dem Papst seine katholische Rechtgläubigkeit durch ein hartes Vorgehen gegen den Protestantismus unter Beweis zu stellen.
So schrieb Calvin, der von den Berner Gnadengesuchen noch am ehesten einen Erfolg erhofft hatte, den fünf Häftlingen am 22. April 1553 noch einmal; der Text zeugt nach Desels (siehe Weblinks) Urteil von Calvins Anteilnahme und seinen seelsorgerischen Fähigkeiten.

#### Missionarische und reformatorische Arbeit im Gefängnis
Die Theologen überzeugten einige ihrer Mitgefangenen und Besucher von der Reformation. Auch gelang es ihnen, mitgefangene Straftäter zur Reue zu führen. Ein Beispiel war der Straßenräuber und Mörder Chambon, der in Fesseln gefangen gehalten und von Läusen geplagt wurde. Er verfluchte seine Eltern, Gott, sich selbst und die Obrigkeit. Die Fünf brachten ihn nach zwei Monaten dazu, seine Taten zu bereuen und auf die Erlösung in Christus zu hoffen, wie er selbst schrieb. Die Verhaltensänderung führte dazu, dass er von seinen Fesseln befreit wurde, sowie bessere Nahrung und mehr Besuch erhielt. Nach sieben Monaten war er auch nicht mehr von Läusen geplagt. In seinem Brief drückte Chambon große Dankbarkeit den Theologen gegenüber aus. Diese Ereignisse ermutigten die Theologen, die in der Reue des Mörders eine Gnade Gottes sahen, auf die sie selbst hofften.
Damit sie die evangelische Lehre nicht weiter unter ihren Mitgefangenen verbreiten konnten, wurden sie von den übrigen Gefangenen isoliert und erhielten eine gemeinsame Zelle. Dies führte aber dazu, dass sie sich gegenseitig trösten und stärken konnten. Allabendlich sprach einer von ihnen ein Gebet und bat die anderen, in sich zu gehen, und zu überlegen, ob sie am zu Ende gehenden Tage gegen jemanden in Taten oder Worten gesündigt hätten. Tag und Nacht sangen sie Psalmen und Lobgesänge, wie sie auch in einem Brief erwähnten. Die Briefe und Bekenntnisse der Gefangenen wurden in Lyon verbreitet, in Fastenpredigten wurde gegen sie gewettert und beklagt, ihnen würden zu viele Freiheiten gewährt, so dass sie die Stadt mit ihrer Ketzerei infizieren würden.
Am 5. Mai 1553 schrieb Bernard Seguin im Namen aller ein herzliches Dankschreiben an den Berner Magistrat. Einer der aus St. Gallen stammenden Lyoner Kaufleute, Johannes Leyner, setzte sich besonders für die Fünf ein. Außer dass er weitere Freunde für sie gewann, reiste er nach Bern und erreichte eine Protestation dortiger Bürger beim Rat gegen das Todesurteil.

### Tag der Hinrichtung
Am 16. Mai 1553 wurden die Theologen um 9 Uhr morgens noch einmal im Saal des Gefängnisses Rouanne dem Gericht vorgeführt, wo sie erfuhren, dass der Tag ihrer Hinrichtung durch Verbrennen gekommen war. Sie wurden dann zu einer Art Todeszelle geführt, wo sie zunächst warten mussten. Die folgenden Ereignisse sind von Jean Crespin sinngemäß wie folgt überliefert:
In der Zelle beteten die fünf Theologen intensiv. Einige legten sich dabei mit dem Gesicht auf den Boden, andere blickten zum Himmel. Dann sangen sie, anscheinend erfreut, Psalmen. Die Anwesenden schienen beeindruckt. Um 13 Uhr mussten die Todeskandidaten graue Kittel anlegen und wurden dann mit gefesselten Händen herausgeführt. Sie sprachen einander Mut angesichts des nahenden „Sieges“ am Pfahl, wie sie es nannten, zu. Sie wurden auf einem Karren zur Richtstätte Terreaux gebracht, wobei sie Psalm 9 sangen, den sie allerdings nicht beenden konnten. Sie riefen aber weiterhin Gott an und zitierten die Bibel. Als sie über eine Brücke der Saône fuhren, wandte sich einer von ihnen an die große Zuschauerschaft:
„Der Gott des Friedens, der den großen Hirten der Schafe, unsern Herrn Jesus Christus, durch das Blut des ewigen Testaments von den Toten zurückgeführt hat, befestige euch in jeglichem guten Werke, damit ihr seinen Willen tut.“ (Vergleiche Hebr 13,20–21 .)
Dann sprachen sie, reihum nach jedem Artikel wechselnd, das Apostolische Glaubensbekenntnis, um die Einheit ihres Glaubens zu demonstrieren. Der Sprecher des Artikels „empfangen durch den Heiligen Geist, geboren von der Jungfrau Maria“ sprach dabei besonders laut, da zuvor die unzutreffende Behauptung aufgestellt worden war, die Fünf hätten diesen Artikel geleugnet und über die Jungfrau Maria gelästert. Die Gerichtsdiener befahlen ihnen unter Androhung von Schlägen, zu schweigen, worauf sie mehrmals antworteten:
„Werdet ihr uns verhindern, die kurze Zeit hindurch, die wir noch zu leben haben, Gott zu loben und anzuflehen?“
An der Richtstätte mussten die jungen Männer sich vollständig entkleiden. Die beiden Jüngsten wurden als Erste zum Scheiterhaufen geführt und stiegen über das um den Pfahl gelegte Holz, Martial Alba, der Älteste, folgte zuletzt. Am Pfahl angekommen band der Henker sie fest. Alba betete zuvor lange auf dem Holz kniend und betete weiter, während der Henker ihn an den Schultern hochzog. Dann bat Alba Leutnant Tignac um einen Gefallen. Als dieser ihn fragte: „Was möchtest Du?“ antwortete Alba: „Dass ich meine Brüder küssen dürfe, bevor ich sterbe.“ Der Leutnant erlaubte es ihm. Alba küsste die vier bereits an die Pfähle Gebundenen vom Holzhaufen aus und sagte jedem von ihnen: „Vale mi frater.“, frei übersetzt: „Adieu, adieu, mein Bruder.“ oder „Gott befohlen, lieber Bruder!“ Auch die vier anderen versuchten, einander zu küssen und sprachen: „Vale mi frater!“ Alba stimmte in den Gruß ein, stieg zum Pfahl hinab und umarmte und küsste den Henker mit den Worten: „Mein Freund, vergiss nicht, was ich dir gesagt habe.“
Um die Brennbarkeit zu erhöhen, rieb der Henker ihre nackten Körper mit Fett ein und bestreute sie mit Schwefel, dann wurden sie mit einer Kette umfangen. Um das Leiden zu verkürzen, wurde ihnen jeweils ein Strick um den Hals gehängt. An den am anderen Ende gebündelten Seilen sollte der Henker sie erwürgen. Das Verhalten der jungen Männer soll eine solche Wirkung auf die Umstehenden gehabt haben, dass man befürchtete, die Zuschauer könnten dadurch zum evangelischen Glauben verführt werden. Dies wird jedenfalls als Grund dafür vermutet, dass der Scharfrichter aufgefordert wurde, die Hinrichtung auf diese Art zu beschleunigen. Danach wurde das Feuer entzündet. Die Stricke fingen Feuer, so dass sie ihre Funktion nicht erfüllten. So blieben die Todeskandidaten noch einige Zeit am Leben und man hörte ihre Stimmen im Feuer. Ihre letzten Worte sollen dabei gewesen sein: „Mut, meine Brüder, Mut!“

## Rezeption
De Bèze verfasste das Klagegedicht Elegia in quinque constantissimos Christi Martyres, Lugduni crematos XVI. calend. Junii an. 1553 zu Ehren der Fünf Märtyrer von Lyon.
1558 schlug der Geistliche Ludwig Enoch anlässlich des Bundes zwischen Genf und der Schweiz vor, in Genf zu Ehren der Berner Gesandten eine Tragödie über die Fünf Märtyrer von Lyon aufzuführen.
Claas Bruin (1670–1732) veröffentlichte 1719 das Buch Korte schets van het leven en sterven der Martelaren, darin ist im Anschluss an das Kapitel über und die Abbildung zu den fünf Märtyrern von Lyon auch das Gedicht De Verbranding van vyf Scholieren über sie enthalten:
De Verbranding van vyf SCHOLIEREN
Gelukkig vyftal! hoe verheugt en eensgezind
Veracht gy ’t Leven om in ’t Paradys te woonen,
Nu ’t God behaagt u met den Marteldood te kroonen!
Een teken dat hy u uit tederheid bemint:
Maar die in dertelheid en wellust schept behaagen,
Leeft als een Bastaard daar geen zorg vor word gedraagen.
Simon Doekes zitierte das Gedicht von Bruin 1741 in seiner Gedichtsammlung Verzameling der overgeblevene bybel- zede- en mengelpoëzy.
1747 erschien es in De Historie der Martelaren von Adriaen Cornelis van Haemstede, hier, ebenso wie 1719, wieder als Bildunterschrift zu einer Biographie der fünf Märtyrer von Lyon.
1927 erschien bei der Deutschen Verlagsanstalt in Stuttgart und Berlin der Roman Die Studenten von Lyon von Josef Ponten über die fünf Märtyrer. Thomas Mann hatte dieses Werk mehrmals angemahnt und bewunderte es nach dessen Erscheinen, ebenso wie Hermann Hesse. Der Roman wurde auch ins Italienische übersetzt.

## Gedenktag
16. Mai im Evangelischen Namenkalender.
Der Gedenktag wurde vor der Einführung des offiziellen Namenkalenders bereits geführt in:
- Theodor Fliedner: Buch der Märtyrer, Kaiserswerth 1849/1859, Bd. 4, S. 1399–1404
- Ferdinand Piper: Evangelischer Kalender in Zeugen der Wahrheit, Berlin 1874/1875, Bd. 1, S. 14–25
- Preußischer Evangelischer Oberkirchenrat: Namenkalender für das deutsche Volk, Berlin 1876
- Jörg Erb: Die Wolke der Zeugen, Kassel 1951/1963, Bd. 4, S. 508–520
- A. Ringwald: Menschen vor Gott, Stuttgart 1957/1968